# Marcone (football)
Pour les articles homonymes, voir Marcone.
Marcone Amaral Costa Júnior, dit Marcone, est un footballeur international qatarien et brésilien de naissance, né le 5 avril 1978 à Poções au Brésil. Il évolue au poste de défenseur.